# Köfelsit

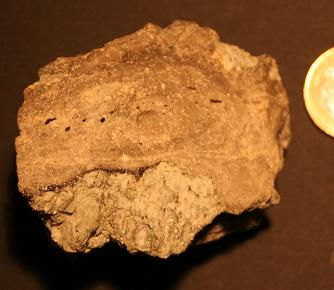
Eine Köfelsit-Probe – rechts im Bild ist eine Euro-Münze als Maßstab.

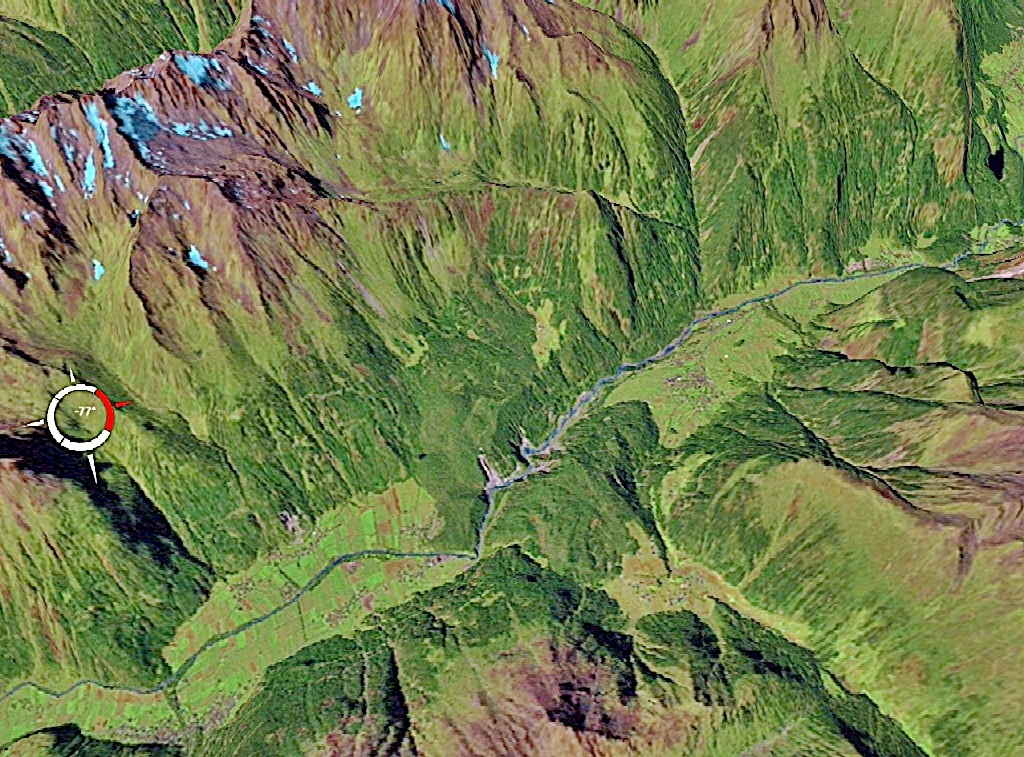
Dieses Satelliten-Bild zeigt den Bereich des Bergsturzes von Köfels. Ca. drei Kubik-Kilometer Material sind dort vor 8000 bis 9000 Jahren heruntergestürzt.

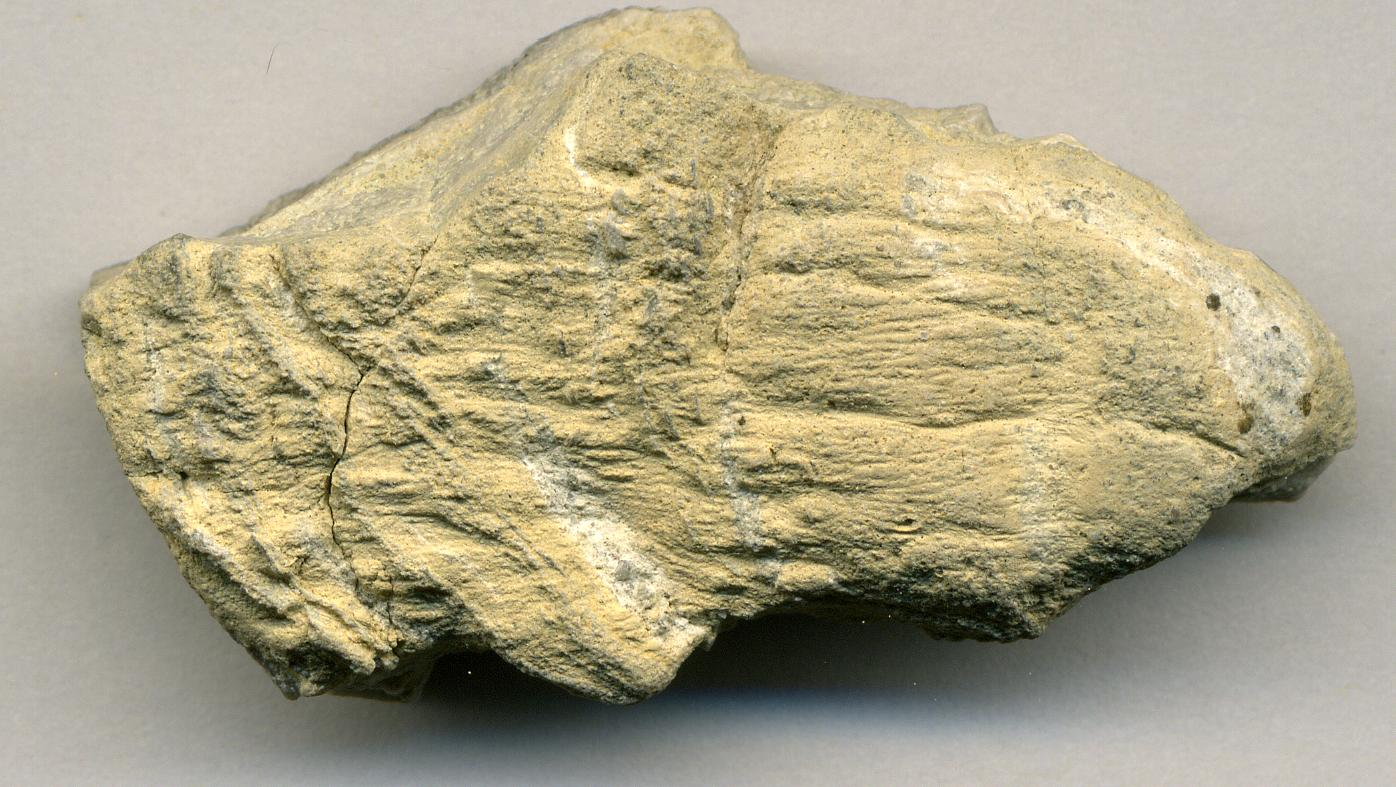
Ein weiteres Beispiel eines Köfelsit – die Probe ist ca. 4,1 cm breit.

Köfelsit bezeichnet eine durch einen Bergsturz hervorgerufene, dem Bimsstein ähnliche Gesteinsverglasung. Köfelsit besteht überwiegend aus Siliciumdioxid und ist petrographisch als Friktionit anzusprechen. Namengebend ist die Ortschaft Köfels in der Gemeinde Umhausen im Ötztal (Tirol/Österreich).
Köfelsit wurde von Einheimischen seit Jahrhunderten als Reinigungs- und Schmirgelmaterial verwendet. Um 1860 begann die wissenschaftliche Bearbeitung, als die Sonderstellung des Gesteins erkannt wurde. Köfelsit ähnelt chemisch dem am Fundort verbreiteten Augengneis, was darauf hindeutet, dass er aus ihm hervorgegangen ist. Die Tatsache, dass Köfelsit in kleinen Ganglagern innerhalb einer sehr ausgedehnten und mächtigen Geröllhalde vorkommt, belegt einen kausalen Zusammenhang mit dem Köfelser Bergsturz vor rund 8000 Jahren.
Nachdem lange Zeit bezweifelt wurde, dass bei einem Bergsturz genügend Energie für eine Silikatschmelze freigesetzt würde, und vulkanische Tätigkeit oder ein Meteoriteneinschlag als Primärereignis angenommen wurden, deuten neuere Berechnungen darauf hin, dass Bergstürze als Auslöser für derartige Verglasungen ausreichen. Die während des Köfelser Bergsturzereignisses umgesetzte Energie wird auf ein Äquivalent von 4,5 Megatonnen TNT (umgerechnet etwa 19 Petajoule), die Temperatur auf den Gesteinsreibungsflächen auf 1700 °C geschätzt.

## Analoge Fundstätten
Großflächige, nicht durch einen Impakt erklärbare Verglasungen auf Gesteinsreibungsflächen sind auch in Zusammenhang mit dem prähistorischen Tsergo-Ri-Bergsturz (Region Langtang, Nepal) beschrieben worden.